# جداره علمداری
جداره علمداری مربوط به دوره پهلوی اول است و در تبریز، خیابان ششگلان، بعد از خیابان فرمانفرمانیان، نبش بن‌بست نیوشا واقع شده و این اثر در تاریخ ۳۰ بهمن ۱۳۸۶ با شمارهٔ ثبت ۲۱۰۸۹ به‌عنوان یکی از آثار ملی ایران به ثبت رسیده است.